# Abubakari Yakubu
Abubakari Yakubu (Tema, 1981. december 13. – Tema, 2017. október 31.) ghánai válogatott labdarúgó.

## Pályafutása

### Klubcsapatban
Yakubu Tema városában született, és már 17 éves korában csatlakozott a holland Ajax csapatához. 2000. április 19-én mutatkozott be a holland élvonalban, 50 percet játszott egy 1-1-es döntetlenre végződő Den Bosch elleni bajnokin. Első szezonjában öt alkalommal kapott játéklehetőséget.
Az ezt követő négy idényben további hatvan bajnokin lépett pályára az amszterdami klub mezében, két bajnoki címet, valamint egy-egy kupát és szuperkupát nyert. A  2004-05-ös szezonra kölcsönbe a Vitesse csapatához került. 31 találkozón szerepelt a bajnokságban, majd a Vitesse végleg megvásárolta a játékjogát. 2009 nyaráig játszott, ekkor egészségi problémák miatt vonult vissza, miután sikertelen próbajátékon járt az 1860 Münchennél.

### A válogatottban
A ghánai válogatottban 2002-ben mutatkozott be, összesen 16 alkalommal lépett pályára a nemzeti csapatban. Részt vett a 2006-os afrikai nemzetek kupáján, és bár a selejtezők során többször szerepet kapott, az az évi világbajnoki keretbe nem sikerült bekerülnie.

## Sikerei, díjai
- Holland bajnok: 2001–02, 2003–04
- Holland kupagyőztes: 2001–02
- Holland labdarúgó-szuperkupa: 2002